# Carles Perelló i Valls
Carles Perelló i Valls (Rubí, Vallès Occidental, 1932 - Valldoreix, Vallès Occidental, 27 de gener de 2021) fou un matemàtic i enginyer català. Va ser catedràtic de l'àrea de Matemàtica Aplicada al Departament de Matemàtiques de la UAB, del qual va formar part des del curs 1972-73. Es va jubilar oficialment el 2003, i va continuar-hi posteriorment com a professor emèrit. Va ser president de la Societat Catalana de Matemàtiques entre el 2006 i el 2010. El 2002 li va ser atorgada per part de la Generalitat de Catalunya la medalla Narcís Monturiol.
Format a Mèxic i als EUA, va impulsar els estudis de sistemes dinàmics i d'equacions en derivades parcials a Catalunya, on va contribuir a crear una escola de recerca sobre aquests temes. Va publicar treballs en biomatemàtiques i fou autor d'un curs de càlcul infinitesimal publicat per Enciclopèdia Catalana.